# Лоџ Пол (Монтана)
Лоџ Пол (енгл. Lodge Pole) насељено је место без административног статуса у америчкој савезној држави Монтана.

## Демографија
По попису из 2010. године број становника је 265, што је 51 (23,8%) становника више него 2000. године.
| Група             | 2000.    | 2010.    |
| Белци             | 5 (2,3%) | 7 (2,6%) |
| Афроамериканци    | 0 (0,0%) | 0 (0,0%) |
| Азијати           | 0 (0,0%) | 0 (0,0%) |
| Хиспаноамериканци | 0 (0,0%) | 5 (1,9%) |
| Укупно            | 214      | 265      |